# Кроухёрст, Дональд
До́нальд Кро́ухёрст (англ. Donald Crowhurst; 1932, Газиабад, Британская Индия — пропал без вести в 1969, Атлантический океан) — английский предприниматель, яхтсмен и авантюрист, в 1969 году пропавший без вести в Атлантическом океане во время регаты «Sunday Times Golden Globe Race».

## Начало карьеры
Дональд Кроухёрст родился в Индии в 1932 году, когда та ещё была колонией Великобритании. Его родители — железнодорожный служащий и учительница. После того, как Индия получила независимость, его семья вернулась в Англию. Пенсионные сбережения семьи были вложены в индийскую фабрику спортивных товаров, которая позже сгорела во время народных беспорядков. 
В 1948 году отец Дональда скончался от сердечного приступа.

Из-за семейных и финансовых проблем Кроухрст бросил школу и начал пятилетнее обучение в Королевском авиационном институте на аэродроме Фарнборо. В 1953 году он был назначен в Королевские ВВС Великобритании в качестве пилота и даже смог получить офицерское звание, но в возрасте 21 года был лишён звания и уволен — вероятнее всего, это было его наказанием за дерзость в общении с начальством и сослуживцами. Впоследствии он был зачислен в Королевские инженеры-электрики и механики. Дональд увлекался электроникой и получил патент на изобретённый им для яхтсменов пеленгатор «Navicator», сконструированный в виде пистолета. Вскоре он снова был выгнан с потерей офицерского звания: возвращаясь из увольнения, он опаздывал в казарму и совершил угон автомобиля. В конечном итоге Кроухёрст переехал в Бриджуотер, где открыл свой бизнес и был избран в городской совет. 

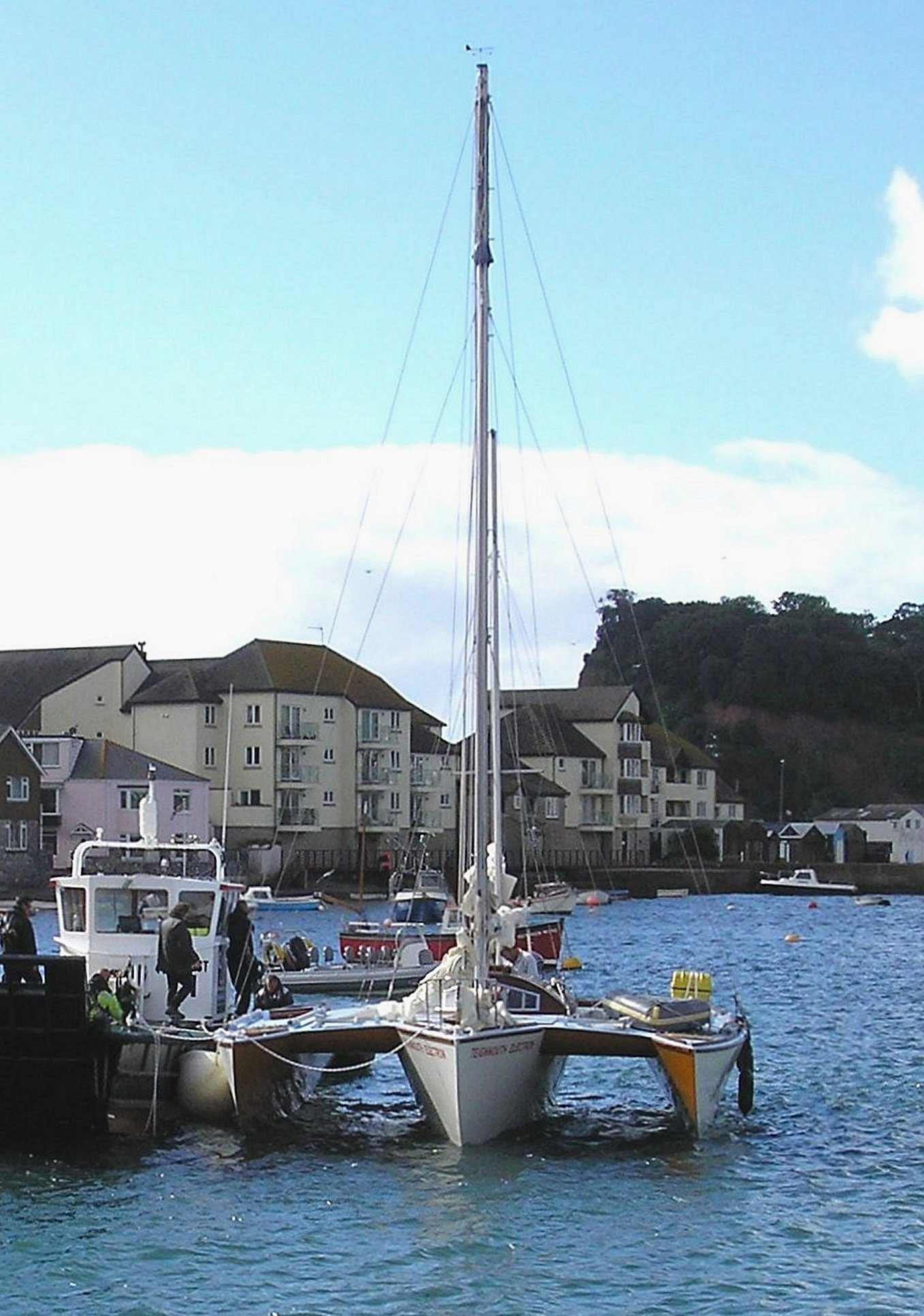
Точная копия яхты Teignmouth Electron созданная для фильма на основе этих событий

Его фирма «Electron Utilisation» поначалу была вполне успешной и приносила неплохой доход, но всё изменилось, когда Дональд оказался после автоаварии в больнице с черепно-мозговой травмой, и дела в фирме пошли на спад.
Сократив сотрудников, Дональд все чаще стал впадать в депрессию. Его основным увлечением оставался парусный спорт. Дональд имел свою собственную яхту и состоял в местном яхт-клубе. Там он познакомился с бизнесменом Стенли Бестом, который согласился одолжить ему на год 1000 фунтов стерлингов на восстановление бизнеса.

## Погоня за «Золотым глобусом»
В марте 1968 года газета «Sunday Times» объявила о проведении непрерывной кругосветной гонки на приз «Золотой глобус». Было установлено два приза: за скорость и первой яхте на финише. Кроухёрст решил принять участие в регате, надеясь тем самым погасить долги и спасти от банкротства свою фирму. Чтобы построить яхту и закупить оборудование, Дональд занял крупную сумму денег под залог своего имущества. Яхта-тримаран Дональда «Teignmouth Electron» была снаряжена по последнему слову техники, но сделана весьма некачественно из-за сжатых сроков строительства, поэтому практически сразу плавание осложнилось поломками оборудования. Отплыв из Тинмута, через две недели Кроухёрст добрался до Португалии. На яхте постоянно возникали новые поломки. После отказа электрогенератора Кроухёрст лишился освещения и радиосвязи. Он сильно отставал от других участников гонки (было пройдено 1300 миль, но по прямой — всего 800). 
Выиграть гонку честно было уже крайне трудно.

## Авантюра
Дональд задумал обманный манёвр.

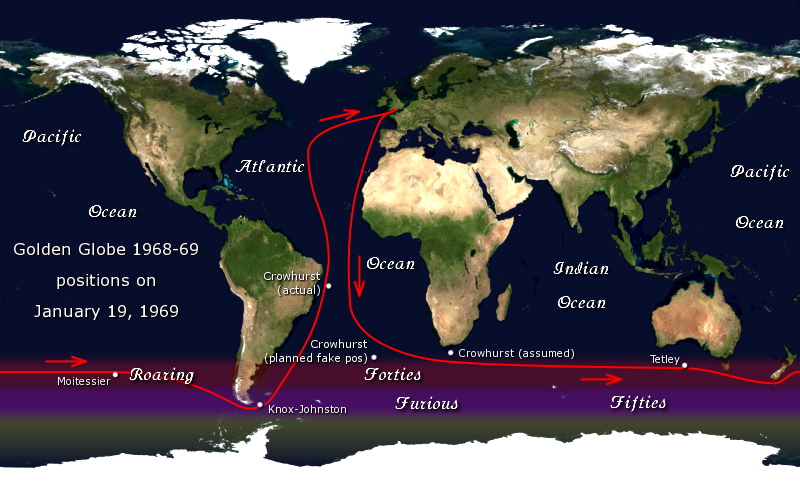
Примерные позиции гонщиков на 19 января 1969 года, включая заявленную, предполагаемую и фактическую позиции Кроухерста

Яхтсмен утаивал своё положение от организаторов гонки и своих близких, не заявляя, что сходит с дистанции. Впоследствии он передавал ложные координаты и вёл ложный судовой журнал наряду с подлинным, намереваясь сфальсифицировать кругосветное путешествие, не предпринимая его по факту. Тем не менее, продолжающиеся поломки, растущее напряжение и страх разоблачения не позволили ему выполнить свой авантюрный замысел.
Когда главный соперник Дональда, яхтсмен по имени Тетли, опережавший его на много миль, попал в кораблекрушение, и его яхта затонула, Дональд оказался в безвыходном положении. Он не мог ни проиграть, ни выиграть гонку, так как находился не в том месте, что утверждал, и его обман был бы неминуемо разоблачён.
Судя по тому, что за несколько дней до своего исчезновения Дональд написал в своём журнале 25 000 слов о математике, физике и разуме, можно предположить о серьёзном помутнении психики яхтсмена, либо о его ловкой попытке инсценировать сумасшествие и исчезнуть.
Последние записи в судовом журнале датируются 30 июня 1969 года: 
- 10.30 —  “Только повелитель шахмат может избавить нас от всевластия космических существ".
- 11.00 — “На свете есть только одна совершенная красота — это красота истины”.
- 11.02 — “Я сумел проникнуть в сущность обиды. Я буду играть, только если вы пообещаете, что игра будет вестись по моим правилам. Всё кончено, кончено, кончено."
- 11.17 — “Выбор сделан. Я выхожу из игры ровно в 11.20. Нет смысла в мучениях, которые...”

10 июля 1969 года корабль британских ВМС «Пикарди» обнаружил пустую яхту-тримаран Кроухёрста, дрейфующую в Саргассовом море с изобличающими его судовым журналом и дневником на борту. Специальная комиссия изучила судовые журналы Кроухёрста, хотя самый важный из них, с маршрутом фальшивого кругосветного плавания, исчез вместе с владельцем. Предполагается, что он совершил самоубийство, выпрыгнув за борт яхты. Версии о несчастном случае и имитации самоубийства тоже рассматривались.

## Личная жизнь
В возрасте 23 лет Дональд женился на ирландке Клер, с которой имел четырёх детей: трёх сыновей – Саймона, Джеймса, Роджера, и дочь Рейчел.
После проведенного расследования был образован фонд помощи семье Дональда Кроухёрста. Робин Нокс-Джонсон, выигравший гонку, передал в него свой приз «Золотой глобус» и 5 тысяч фунтов стерлингов.

## В искусстве
По мотивам участия Дональда Кроухёрста в регате был снят советский фильм 1986 года «Гонка века» и британский фильм 2018 года «Гонка века». Оба фильмы были встречены средними оценками кинокритиков.
По мотивам участия Дональда Кроухёрста в регате группа «Lay it on the line» записала альбом «Crowhurst».